# Egípcios
Egípcios (Árabe Egípcio: مَصريين; IPA: [mɑsˤɾɪjˈjiːn]; Maṣreyyīn; em árabe: مِصريّون; em copta:  ⲛⲓⲣⲉⲙⲛ̀ⲭⲏⲙⲓ Ni/rem/en/kīmi) são um grupo étnico nativo do Egipto e os cidadãos deste país que partilham uma cultura comum e um dialeto comum conhecido como árabe egípcio.
A identidade egípcia está intimamente ligada à geografia. A população do Egito está concentrada no baixo vale do Nilo, a pequena faixa de terra cultivável que se estende desde a primeira catarata até o Mediterrâneo e cercada pelo deserto, tanto a leste quanto a oeste. Esta geografia única tem sido a base do desenvolvimento da sociedade egípcia desde a antiguidade.
A língua diária dos egípcios é a variedade local de árabe, conhecida como árabe egípcio ou masri. Além disso, uma minoria considerável de egípcios que vivem no Alto Egito fala o árabe Sa'idi. Os egípcios são predominantemente adeptos do islamismo sunita com uma minoria xiita e uma proporção significativa que segue as ordens sufis nativas. Uma porcentagem considerável de egípcios pertence à Igreja Ortodoxa Copta, cuja língua litúrgica, o copta, é o estágio mais recente da língua indígena egípcia e ainda é usada em orações ao lado do árabe.

## Identidade do povo egípcio
O grau em que os egípcios se identificam com cada camada da história do Egito ao articular um senso de identidade coletiva pode variar. Questões de identidade vieram à tona no século XX, quando os egípcios procuravam se libertar da ocupação britânica, levando à ascensão do nacionalismo secular egípcio etno-territorial (também conhecido como "faraonismo"). Depois que os egípcios conquistaram sua independência da Grã-Bretanha, outras formas de nacionalismo se desenvolveram, incluindo o nacionalismo árabe secular e o islamismo.
O "faraonismo" ganhou proeminência política nas décadas de 1920 e 1930, durante a ocupação britânica, quando o Egito se desenvolveu separadamente do mundo árabe. Um segmento da classe mais ocidentalizada argumentava que o Egito fazia parte de uma civilização mediterrânea. Essa ideologia se desenvolveu em grande parte a partir da longa história pré-islâmica, o relativo isolamento do Vale do Nilo e a ancestralidade/etnia genética não-Árabe dos habitantes, independentemente da atual identidade religiosa. Um dos mais notáveis defensores do faraonismo foi Taha Hussein, que observou: "O faraonismo está profundamente enraizado nos espíritos dos egípcios. Ele permanecerá assim e deve continuar e se tornar mais forte. O egípcio é faraônico antes de ser árabe"."
O faraonismo tornou-se o modo dominante de expressão dos ativistas anticoloniais egípcios dos períodos pré-guerra e entre guerras. Em 1931, após uma visita ao Egito, o nacionalista árabe-sírio Sati 'al-Husri observou que "os egípcios não possuíam um sentimento nacionalista árabe; não aceitavam que o Egito fizesse parte das terras árabes e não reconheceram que O povo egípcio era parte da nação árabe. " A década de 1930 se tornaria um período de formação do nacionalismo árabe no Egito, em grande parte devido aos esforços de intelectuais sírios, palestinos e libaneses.
O sentimento político árabe-islâmico foi alimentado pela solidariedade sentida entre os egípcios que lutam pela independência da Grã-Bretanha e aqueles em todo o mundo árabe envolvidos em lutas anti-imperialistas semelhantes. Em particular, o crescimento do sionismo na vizinha Palestina foi visto como uma ameaça por muitos egípcios e a causa da resistência foi adotada pelos crescentes movimentos islâmicos, como a Irmandade Muçulmana, bem como a liderança política, incluindo o rei Faruque I.
Não foi antes da era de Nasser, mais de uma década depois, que o nacionalismo árabe tornou-se uma política estatal e um meio para definir a posição do Egito no Oriente Médio e no mundo. em relação ao sionismo no novo estado vizinho de Israel. A política de Nasser foi moldada por sua convicção de que todos os estados árabes lutavam com lutas anti-imperialistas e, portanto, a solidariedade entre eles era imperativa para a independência. No entanto, um ano após o estabelecimento da Liga dos Estados Árabes em 1945, com sede no Cairo, o historiador H. S. Deighton, da Universidade de Oxford,ainda estava escrevendo:
Os egípcios não são árabes, e eles e os árabes estão cientes desse fato. Eles falam árabe e são [predominantemente] muçulmanos [. Eu acho que a religião [muçulmana] desempenha um papel maior em suas vidas do que naqueles [muçulmanos] sírios ou iraquianos [muçulmanos]. Mas o egípcio, durante os primeiros trinta anos do século [XX], não tinha conhecimento de qualquer vínculo particular com o Oriente Árabe ... O Egito vê na causa árabe um objeto digno de simpatia real e ativa e, ao mesmo tempo, uma grande e apropriada oportunidade para o exercício da liderança, bem como para o gozo dos seus frutos. Mas [Egito], ele ainda é egípcio primeiro e árabe em consequência, e seus principais interesses ainda são domésticos.
O apego dos egípcios ao arabismo foi particularmente questionado após a Guerra dos Seis Dias de 1967. Milhares de egípcios perderam suas vidas e o país ficou desiludido com a política árabe. Embora o arabismo instilado no país por Nasser não estivesse profundamente enraizado na sociedade, um certo parentesco com o resto do mundo árabe estava firmemente estabelecido e o Egito se considerava o líder dessa entidade cultural maior. A versão do pan-arabismo de Nasser enfatizou a soberania egípcia e a liderança da unidade árabe em vez dos estados árabes orientais.
Muitos egípcios sentem hoje que as identidades egípcia e árabe estão inextricavelmente ligadas, e enfatizam o papel central que o Egito desempenha no mundo árabe. Outros continuam a acreditar que o Egito e os egípcios simplesmente não são árabes, enfatizando a herança, a cultura e a política independentes do Egito, apontando para os fracassos percebidos das políticas nacionalistas árabes e pan-árabes. A antropóloga egípcia Laila el-Hamamsy ilustra a relação moderna entre as duas tendências, afirmando: "à luz de sua história, os egípcios devem ter consciência de sua identidade nacional e considerar-se, acima de tudo, egípcios. Como está o egípcio, com esse forte senso de identidade egípcia, capaz de se encarar como um árabe também? " Sua explicação é que a egipitização traduzida como arabização com o resultado sendo "um aumento do tempo de arabização, devido a facilidade na língua árabe abriu as janelas para o rico legado da cultura árabe. ... Assim, em busca de uma identidade cultural, o Egito reviveu seu patrimônio cultural árabe ".
Críticos egípcios do nacionalismo árabe afirmam que ele trabalhou para erodir e/ou relegar a identidade nativa do Egito ao sobrepor apenas um aspecto da cultura do Egito. Essas visões e fontes de identificação coletiva no estado egípcio são captadas nas palavras de um antropólogo lingüístico que conduziu trabalho de campo no Cairo:
Historicamente, os egípcios se consideravam distintos dos "árabes" e, mesmo no presente, raramente fazem essa identificação em contextos casuais;  il-'arab  [os árabes] usados pelos egípcios referem-se principalmente aos habitantes dos estados do Golfo ... O Egito tem sido tanto um líder do pan-arabismo quanto um local de intenso ressentimento em relação a essa ideologia. Os egípcios tiveram que ser forçados, muitas vezes com força, a serem "árabes" [durante a era Nasser] porque historicamente não se identificavam como tal. O Egito era autoconscientemente uma nação não apenas antes do pan-arabismo, mas também antes de se tornar uma colônia do Império Britânico. Sua continuidade territorial desde a antiguidade, sua história única como exemplificada em seu passado faraônico e posteriormente em sua língua e cultura copta, já havia tornado o Egito uma nação durante séculos. Os egípcios viam a si mesmos, sua história, cultura e linguagem como especificamente egípcios e não "árabes".

## Nomes usados pelo povo egípcio
Os egípcios recebem ou receberam vários nomes:
- Egípcios, do Grego Αἰγύπτιοι, Aiguptioi, de  Αἴγυπτος,  Aiguptos  "Egito". O nome grego é derivado do egípcio tardio Hikuptah "Mênfis", uma corrupção do nome anterior egípcio Hat-ka-Ptah (ḥwt-k3-ptḥ), que significa "lar do ka (alma) de Ptah", o nome de um templo para o deus Ptah em Memphis.
- Coptas (قبط,  qibṭ, qubṭ, também derivado da palavra grega Αἰγύπτιος, Aiguptios ("Egípcio"), que surgiu durante o domínio muçulmano para se referir à população indígena do Egito e separá-los dos árabes. Copta foi a língua do estado, Igreja e povo mas depois foi substituído pelo árabe após a conquista muçulmana. O termo moderno tornou-se associado exclusivamente ao cristianismo egípcio e aos cristãos coptas que são membros da Igreja Ortodoxa Copta ou da Igreja Católica Copta, embora referências a muçulmanos nativos como coptas sejam atestadas até o período mameluco.[19]
- Maṣreyyīn, termo moderno que os egípcios usam para se referir ao próprio povo, é derivado de Miṣr, o nome árabe moderno e oficial para o país, é de origem semita, diretamente relacionado com outros termos semíticos para o Egito, como o hebraico מִצְרַיִם (Mizraim), literalmente "os dois estreitos" (referência ao Alto e Baixo Egitos).[20] A palavra possuía originalmente a conotação de "metrópole" ou "civilização" e também significa "país" ou "terra de fronteira".

## História genética
Um grupo de antropólogos físicos observou estudos craniofaciais de restos de esqueletos egípcios e concluiu da mesma forma que "os egípcios estão no mesmo lugar desde o Pleistoceno e não foram afetados nem por invasões nem por migrações. Como outros observaram, os egípcios são egípcios e eles eram assim no passado também".
A análise genética dos egípcios modernos revela que eles têm linhagens paternais comuns às populações nativas do nordeste da África principalmente e aos povos do Oriente Próximo em menor grau - essas linhagens teriam se espalhado durante o Neolítico e foram mantidas pelo período pré-dinástico. O egiptólogo Frank Yurco, da Universidade de Chicago, sugeriu uma continuidade histórica, regional e etnolinguística, afirmando que "as múmias e os esqueletos dos antigos egípcios indicam que eram africanos do grupo étnico afro-asiático". Ele escreveu:
 "Certamente havia alguma mistura estrangeira [no Egito], mas basicamente uma população africana homogênea viveu no Vale do Nilo desde a antiguidade até os tempos modernos ... o povo badariano, que desenvolveu a cultura egípcia pré-dinástica mais antiga já exibia a mistura de traços físicos norte-africanos e subsaarianos que caracterizaram os egípcios desde então (Hassan, 1985; Yurco, 1989; Trigger, 1978; Keita, 1990; Brace et al., neste volume). Povos do Egito, do Sudão e de boa parte da África Oriental, Etiópia e Somália são agora geralmente considerados como uma continuidade [do Vale do Nilo], com características físicas variadas (tez clara a escura, vários tipos craniofaciais e de cabelo) mas com fortes traços culturais comuns incluindo as tradições pastorais de gado (Trigger 1978; Bard, Snowden, este volume). A pesquisa da língua sugere que esta população do Saara-[Vale do Nilo] tornou-se falantes das línguas afro-asiáticas ... O semítico foi evidentemente falado pelos saarianos que cruzaram do Mar Vermelho para a Arábia e tornou-se ancestral dos falantes de línguas semitas, possivelmente por volta de 7000 aC ... Em resumo, podemos dizer que o Egito era uma cultura afro-asiática africana distinta, enraizada no Vale do Nilo e no Saara."

## Cultura
A cultura egípcia possui cinco milênios de história registrada. O antigo Egito estava entre as primeiras e maiores civilizações durante as quais os egípcios mantiveram uma cultura notavelmente complexa e estável que influenciou culturas posteriores da Europa, do Oriente Próximo e da África. Depois da era faraônica, os próprios egípcios ficaram sob a influência do helenismo, do cristianismo e da cultura islâmica. Hoje, muitos aspectos da cultura egípcia antiga existem em interação com elementos mais recentes, incluindo a influência da cultura ocidental moderna, ela própria influenciada pelo Antigo Egito.

### Língua
Na antiguidade, os egípcios falavam a língua egípcia. Constitui seu próprio ramo da línguas afro-asiáticas. A língua copta é descendente direta da língua egípcia, escrita no alfabeto copta.
O árabe foi adotado pelos governantes do Egito após a invasão árabe e gradualmente substituiu o copta como língua falada. O copta falado estava quase todo extinto no século XVII, mas pode ter sobrevivido em bolsos isolados no Alto Egito até ao século XIX.
A língua oficial do Egito hoje é o árabe. O vernáculo falado é conhecido como árabe egípcio, enquanto o árabe padrão moderno é reservado para contextos mais formais, como é o caso em todos os países árabes.
A história registrada do árabe egípcio como um dialeto separado começa no Egito otomano com um documento escrito por um autor do século XVII sobre as peculiaridades do discurso do povo egípcio.
Enquanto uma grande maioria do dialeto árabe egípcio é derivado da língua árabe formal, também tem sido altamente influenciada por muitas outras línguas, como o francês, o turco e o antigo idioma egípcio. Acredita-se que estes sejam os efeitos de ter sido vítima de várias invasões, incluindo a do Império Otomano e a invasão francesa. Como cada nação veio e passou, os egípcios mantiveram as poucas palavras e frases que faziam a língua parecer mais fácil.
É também digno de nota que o dialeto egípcio é a versão mais compreendida da língua árabe entre o mundo árabe. Isso ocorre porque os filmes egípcios foram os mais influentes na indústria cinematográfica árabe e, portanto, são os mais difundidos. Como resultado, a maioria dos países árabes tem crescido ouvindo o dialeto e, portanto, não tem dificuldade em entendê-lo.
Originalmente, os egípcios escreviam em hieróglifos. A princípio, o significado dos hieróglifos era desconhecido; até um dia no ano de 1799 os soldados de Napoleão Bonaparte desenterrarem a pedra de Roseta. A Pedra de Rosetta foi encontrada quebrada e incompleta. Possui 14 linhas de escrita hieroglífica, 32 linhas em demótico e 53 linhas de grego antigo.

### Religião
O Egito é predominantemente muçulmano, com Muçulmanos que compreendem entre 80% e 90% de uma população de cerca de 95 milhões de egípcios A grande maioria dos  egípcios adere ao Islão, principalmente ao Islão sunita , e uma minoria de cerca de 9% pertence à Igreja Ortodoxa Copta da Alexandria, um ramo do cristianismo ortodoxo.
No Egito a religião controla muitos aspectos da vida social e é aprovada  por lei. O método de contagem utilizado no censo de 2006 não inclui religião e os dados disponíveis sobre o número de adeptos das diferentes religiões são estimativas feitas por entidades religiosas e outras não-governamentais.

### Sobrenomes

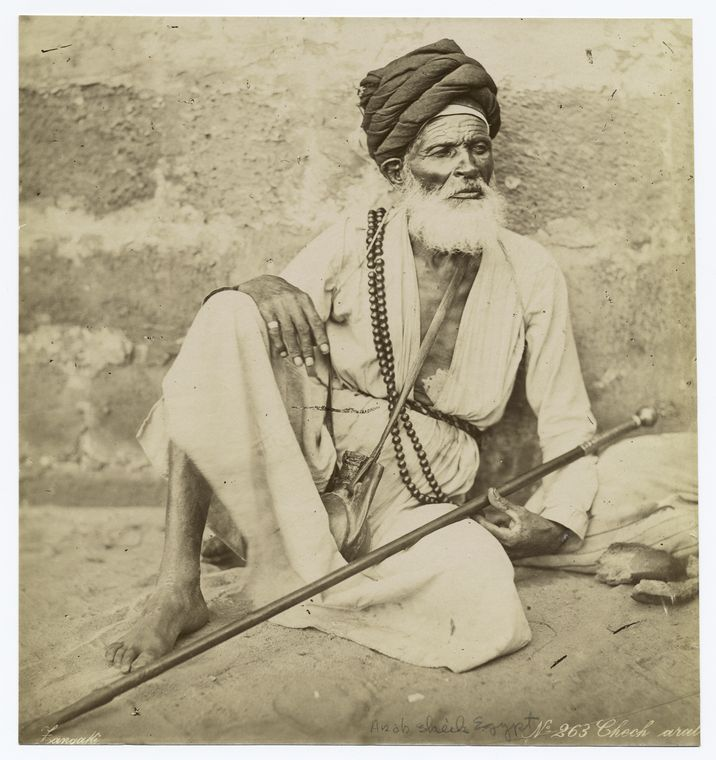
Um ancião egípcio, década de 1860

Hoje, os egípcios carregam nomes que têm origens egípcias, árabes, turcas e gregas (especialmente as coptas) entre outros. O conceito de sobrenome não existe no Egito. Em vez disso, os egípcios tendem a levar o nome do pai como primeiro nome do meio, e param no segundo ou terceiro nome, que assim se torna o sobrenome. Desta forma, os sobrenomes mudam continuamente com as gerações, à medida que os nomes da quarta ou quinta geração são abandonados.

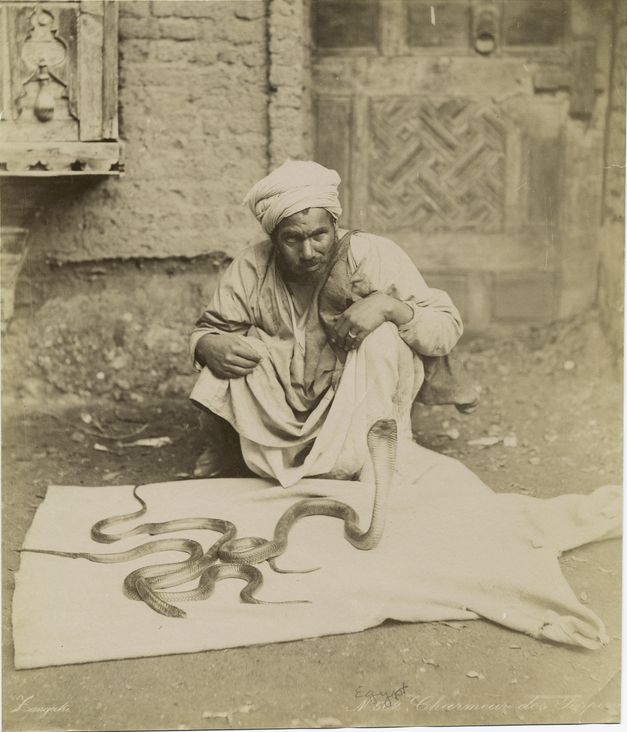
Um encantador de serpente no Egito, década de 1860

Não é totalmente incomum que as famílias de origem egípcia (especialmente as coptas) tenham nomes ou sobrenomes que começam com o pronome possessivo masculino egípcio pa(geralmente' 'ba' 'em árabe, que perdeu o fonema /p/ no decorrer do desenvolvimento de Proto-semítico. Por exemplo, Bayoumi (variações: Baioumi, Bayoumi, Baioumy) "de Fayyoum", Fayyoum significa "da grande água (yom)", Basyouni (de Aswan), Bashandi, Bakhoum ("a águia"), Bekhit, Bahur ("de Horus") e Banoub ("de Anubis").
O nome Shenouda, que é muito comum entre os Coptas, significa "filho de Deus". Assim, nomes e muitos topônimoss podem terminar com  -ouda ,  -noudi  ou  -nuti , que significa De Deus em egípcio e copta. Além disso, muitas vezes as famílias egípcias obtêm seu nome de locais no Egito, como Minyawi de  Minya e Suyuti de Assiute; ou de uma das ordens [[Sufi] locais, como el-Shazli e el-Sawy. Mais exemplos de sobrenomes proeminentes são Qozman e Habib.
Com a adoção do cristianismo e eventualmente do islamismo, os egípcios começaram a assumir nomes associados a essas religiões. Muitos sobrenomes egípcios também se tornaram helenizados e arabizados, significando que eles foram alterados para soar grego ou árabe. Isso foi feito pela adição do sufixo grego -ios  aos nomes egípcios; por exemplo, Pakhom para Pacômio; ou adicionando o artigo definido árabe el a nomes como Baymoui para el-Bayoumi.
Os nomes que começavam com o afixo egípcio "pu" ("do lugar de") eram algumas vezes arabizados para "abu" ("pai de"); por exemplo, Busiri ("do lugar de Osiris") ocasionalmente tornou-se Abusir e al-Busiri. Algumas pessoas também podem ter sobrenomes como el-Shamy ("o levantino") indicando uma possível origem levantina, ou Dewidar indicando um remanescente otomano-mameluco. Por outro lado, alguns levantinos poderiam levar o sobrenome el-Masri ("o egípcio"), sugerindo uma possível extração egípcia. Os camponeses egípcios, os fellahin, são mais propensos a manter nomes nativos, devido ao seu relativo isolamento durante toda a história do povo egípcio.
Com influência francesa, nomes como Mounier, Pierre e muitos outros se tornaram comuns, particularmente na comunidade cristã.